# Johnny Rogers (košarka)
John (Johnny) Bernard Rogers Bakker (1963.) je bivši američki košarkaš. Igrao je na mjestu centra. Visine je 208 cm. Igrao je u Euroligi sezone 1998./99. za grčki Olympiakos iz Pireja.  
Igrao je američku sveučilišnu košarku za Stanford Cardinals i UC Irvine Anteaters. Na Draftu 1986. Sacramento Kingsi izabrali su ga u 2. krugu kao 34. izbor ukupno. Igrao je u NBA i u Europi.
Igrajući po Španjolskoj dobio je španjolsko državljanstvo te je zaigrao za Španjolsku na Olimpijskim igrama 2000. godine.